# Penjat, arrossegat i esquarterat

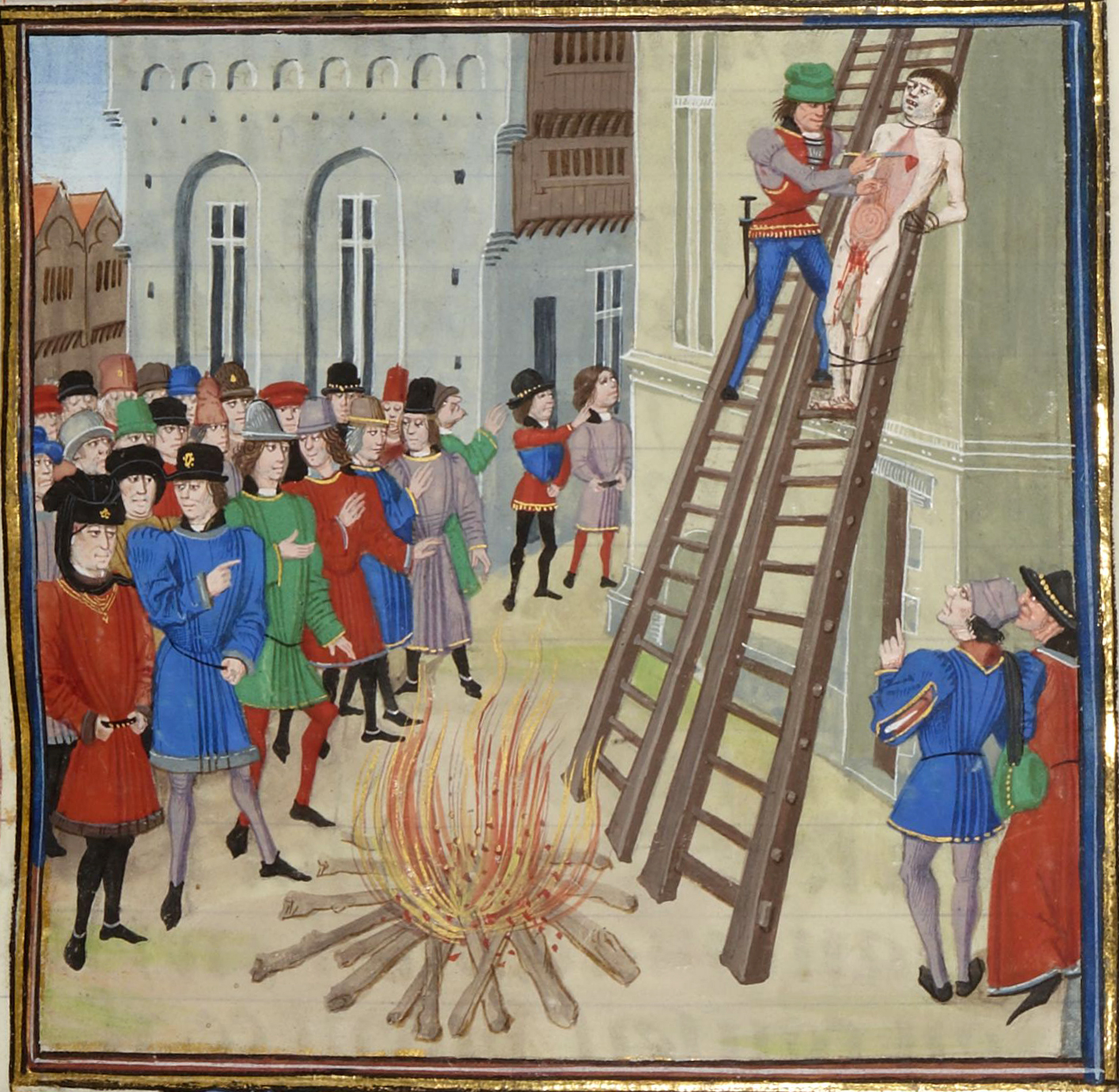
L'execució d'Hug Le Despenser el Jove representada en una obra del cronista francès Jean Froissart

Penjat, arrossegat i esquarterat (en anglès hanged, drawn and quartered o, de vegades, hung, drawn and quartered) va ser un tipus d'execució implantat a Anglaterra a partir de l'any 1351 que era aplicat a aquells que eren considerats culpables d'alta traïció; aquest tipus de càstig, tanmateix, fou registrat per primera vegada durant el regnat del rei Enric III (1216-1272) i del seu successor, Eduard I (1272–1307). Els convictes eren lligats a un panell de fusta i arrossegats per un cavall fins al lloc d'execució, on eren penjats (fins a estar a punt de morir), emasculats, eviscerats, decapitats i esquarterats (tallats en quatre parts). Les restes eren sovint exposades en llocs importants arreu del país, tals com el pont de Londres. Per raons de decència pública, les dones convictes d'alta traïció eren cremades a la foguera.
La severitat de la sentència es mesurava segons la serietat del crim. Com que es tractava d'un atac contra l'autoritat del monarca, l'alta traïció era considerada un acte prou deplorable com per demanar el càstig més extrem per l'infractor. Tot i que alguns convictes van aconseguir la commutació de pena i van finar d'una manera menys ignominiosa, durant els diversos segles que es va aplicar aquesta sentència molts homes culpables d'alta traïció van ser objecte d'aquesta pena capital. Entre ells s'hi troben sacerdots catòlics executats durant l'època elisabetiana i molts dels regicides de Carles I involucrats en l'execució d'aquest monarca l'any 1649.
Tot i que la llei del Parlament anglès que defineix l'alta traïció encara roman en els llibres estatutaris del Regne Unit, en un llarg període de reforma legal del segle xix la sentència penjat, arrossegat i esquarterat ("hanged, drawn and quartered") va ser canviada per arrossegat, penjat fins a la mort i decapitat i esquarterat pòstumament ("drawing, hanging until dead, and posthumous beheading and quartering"). El 1870 la llei va esdevenir obsoleta, i el 1998 el Regne Unit va abolir la pena de mort per traïció.

## Traïció a Anglaterra

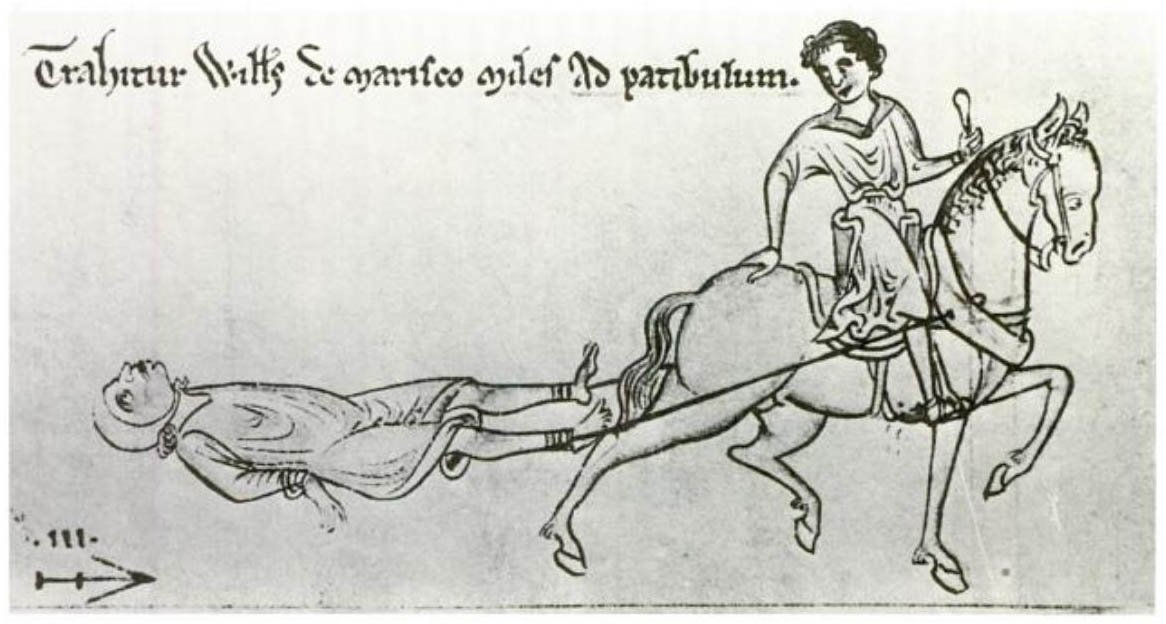
Il·lustració de l'obra Chronica Majora de Matthew Paris en la qual William de Marisco és arrossegat cap al lloc d'execució per un cavall.

Durant la plena edat mitjana, aquells qui vivien a Anglaterra i eren culpats de traïció eren castigats de diverses maneres, entre les quals hi havia l'arrossegament i la forca. En el segle xiii es van introduir càstigs més severs, tals com l'evisceració, la foguera, la decapitació i l'esquarterament. El cronista contemporani anglès Matthew Paris va descriure com el 1238 "un home armat, un home amb certa educació (armiger literatus)" va intentar assassinar Enric III. La seva història explica en detall com va ser executat: "fou arrossegat, decapitat i després el seu cos fou partit en tres parts: cada part fou després arrossegada pels carrers d'una de les principals ciutats d'Anglaterra i, finalment, penjada en una forca usada pels lladres". El convicte fou presumptivament enviat per William de Marisco, un fora de la llei que alguns anys abans havia assassinat un home sota protecció reial abans d'escapar a l'illa de Lundy. De Marisco fou capturat el 1242 i, segons ordres del rei Enric, fou arrossegat des de Westminster fins a la Torre de Londres, on fou executat: fou penjat de la forca fins que morí. El cadàver fou eviscerat, les seves entranyes cremades i el cos esquarterat: les parts es distribuïren també per ciutats arreu del país. El càstig, però, està referenciat amb més freqüència durant l'època del regnat d'Eduard I. El gal·lès Dafydd ap Gruffydd va esdevenir el primer noble d'Anglaterra a ser penjat, arrossegat i esquarterat després que, en contra de la voluntat del rei, es proclamés a si mateix príncep de Gal·les i senyor de Snowdon. La rebel·lia de Gruffydd va fer enfadar tant el rei que va demanar un càstig original, per la qual cosa, després de la seva captura i posterior judici per traïció el 1283 va ser arrossegat amb cavall fins al seu lloc d'execució. Com que havia assassinat nobles anglesos fou penjat viu; per haver-los assassinat durant la Pasqua fou eviscerat i les seves entranyes foren cremades; i per haver conspirat contra el rei diverses vegades durant el seu regnat, el seu cos fou esquarterat i les parts foren enviades arreu del país: el seu cap el posaren dalt de tot de la Torre de Londres. El líder rebel escocès William Wallace va patir un destí similar: fou capturat i jutjat el 1305, i va ser forçat a dur una corona de llorer i arrossegat fins a Smithfield, on fou penjat i decapitat. Les seves entranyes van ser cremades i el seu cadàver esquarterat; el seu cap va ser col·locat al pont de Londres i les parts resultants de l'esquarterament van ser enviades a Newcastle, Berwick, Stirling i Perth.

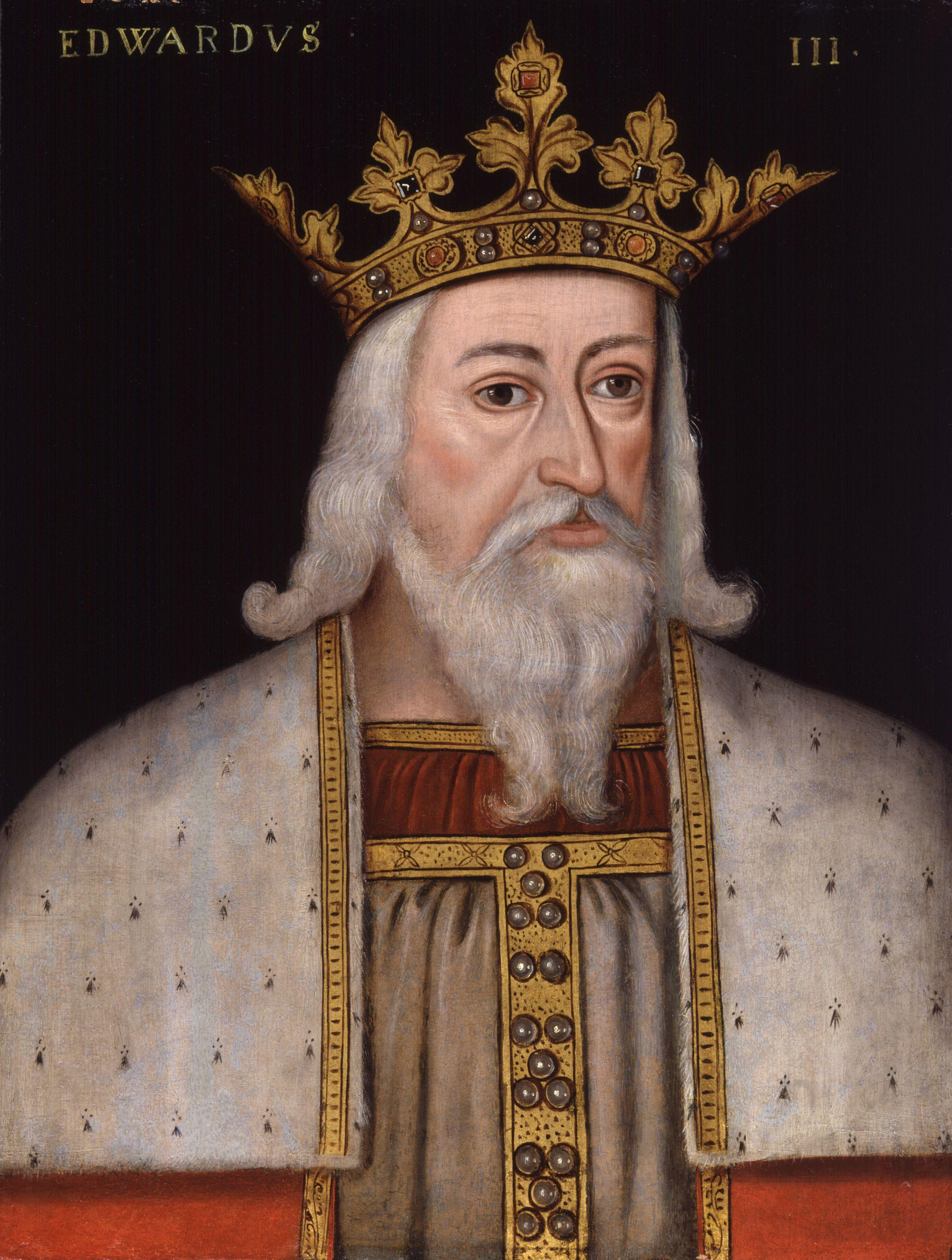
El rei Eduard III d'Anglaterra, sota el regnat del qual s'aprovà la Treason Act de 1351: definia què constituïa una alta traïció al Regne Unit.

Aquestes i d'altres execucions, com la d'Andrew Harcklay, 1r comte de Carlisle, i la d'Hug Despenser el Jove (ambdues van tenir lloc durant el regnat d'Eduard II) es van dur a terme en una època que les lleis de traïció a Anglaterra –i els càstigs corresponents– no estaven clarament definits al dret anglosaxó. La traïció es basava en la lleialtat cap al sobirà de tots els individus d'edat 14 anys o superior, i era potestat del rei i els seus jutges determinar si aquesta lleialtat havia estat trencada. Els jutges d'Eduard III havien fet algunes interpretacions una mica massa entusiastes de les activitats que constituïen traïció, cosa que feu que els parlamentaris demanessin clarificar la llei. Això dugué al reu Eduard a introduir la Treason Act de 1351, que fou introduïda en una època de la història d'Anglaterra en la qual el dret de govern del rei era indisputable; la llei fou, doncs, escrita principalment per protegir el tron i el sobirà. La nova legislació oferia una definició més concisa de la traïció que l'anterior, i dividia l'antiga ofensa feudal en dues classes. Es definí la petty treason ("petita traïció"), que es referia a l'assassinat d'un senyor per part del seu servent, d'un marit per part de la seva muller o d'un prelat per part del seu clergue. Els homes convictes de petty treason eren arrossegats i penjats a la forca, mentre que les dones eren cremades.
L'alta traïció era l'ofensa més atroç que podia cometre un individu. Qualsevol intent de soscavar l'autoritat del rei era considerat tan seriós com si se l'ataqués personalment: un assalt al seu estatus com a sobirà i una amenaça directa al seu dret de govern. Es considerava, doncs, que la pena era absolutament necessària i que el crim era mereixedor d'un càstig suprem. La diferència pràctica entre els dos delictes es trobava, per tant, en la conseqüència resultant de ser convicte: en comptes de ser arrossegats i penjats, els homes havien de ser penjats, arrossegats i esquarterats, mentre que les dones –per raons de decència pública– havien de ser arrossegades i cremades. La llei declarava que una persona havia comès alta traïció en els següents casos: si s'imaginava la mort del rei, de la seva muller o del seu fill més gran (i hereu); si violava la muller del rei, la seva filla més gran (si no estava casada), o la muller del seu fill més gran (i hereu); si iniciava una guerra contra el rei en el seu reialme; si s'adheria als enemics del rei en el seu reialme, donant-los ajuda i confort en el seu reialme o en qualsevol altre lloc; si falsificava el Gran Segell o el Segell Privat, o la moneda reial; si importava conscientment moneda falsificada; i, finalment, si assassinava el Lord canceller, el Lord tresorer o qualsevol dels jutges reials mentre es trobaven en el seu lloc de treball. De totes maneres, la llei no limitava l'autoritat del rei en la definició de l'abast de la traïció. Contenia una condició que conferia als jutges anglesos la discreció d'estendre aquest abast on fos necessari: aquest procés es coneix com a traïció constructiva. També s'aplicava als individus de les colònies britàniques a Amèrica i, encara que es van dur a terme algunes execucions per traïció a les províncies de Maryland i Virgínia, només dos colons van ser executats pel mètode de ser penjats, arrossegats i esquarterats: el 1630, William Matthews a Virgínia, i en els anys 1670, Joshua Tefft a Nova Anglaterra. Sentències posteriors van concloure amb el perdó o amb la condemna a la forca.
Només calia un testimoni per declarar culpable una persona de traïció; el 1552, però, el nombre fou incrementat a dos. Els sospitosos eren, en primer lloc, interrogats en privat pel Consell Privat abans que fossin processats. No se'ls permetia presentar testimonis ni disposar de cap mena d'ajuda per a la seva defensa i, generalment, es consideraven presumptes culpables ja des del principi. Això vol dir que, durant segles, qualsevol persona acusada de traïció es trobava en una situació de desavantatge legal molt acusada; això va durar fins a finals del segle xvii, en els quals es va introduir la Treason Act de 1695 després que durant molts anys s'haguessin presentat càrrecs de traïció contra persones del Whig a causa de motius polítics. Aquesta esmena permeté als processats disposar d'un advocat (counsel), a presentar testimonis, a obtenir una còpia de la seva acusació i a ser jutjats per un jurat; a més, si el càrrec no era per un intent d'atemptar contra la vida del monarca, podien ser processats durant els tres anys següents des del presumpte delicte.

## Execució de la sentència
Un cop sentenciats, els malfactors normalment eren mantinguts a la presó durant diversos dies abans de portar-los al lloc d'execució. Durant l'edat mitjana primerenca aquest desplaçament es podria haver dut a terme amb el subjecte lligat directament al dors d'un cavall, però a poc a poc es va anar canviant cap al mètode de lligar-lo a una tanca de vímet (o un panell de fusta) lligada, al mateix temps, al cavall. L'historiador Frederic William Maitland pensà que això es feia probablement per tal que "l'home que l'havia de penjar rebés un cos encara viu". L'ús de la paraula "drawn" (del verb anglès "to draw") ha portat molta confusió. Una de les definicions de "draw" de l'Oxford English Dictionary és "treure les vísceres o els intestins; esbudellar (una au, etc. abans de cuinar, o un traïdor o un altre criminal després de penjar-lo)"; això però, ve seguit per la següent puntualització: "en molts casos d'execucions no és clar si el seu significat és aquesta accepció o bé l'accepció 4 [arrossegar (un criminal) lligat a la cua d'un cavall, en una tanca o similar, fins al lloc d'execució; antigament un càstig legal d'alta traïció]. La suposició és que, quan drawn es menciona després de hanged, el seu sentit és aquest darrer". L'historiador Ram Sharan Sharma arriba a la mateixa conclusió: "quan en la frase popular hung, drawn and quartered el verb drawn segueix al hung o hanged, la frase es refereix a l'esbudellament del traïdor". Contràriament, l'historiador i autor Ian Mortimer en difereix: en un assaig publicat al seu lloc web postula que la menció separada de l'evisceració és un recurs relativament modern i que, mentre que certament va tenir lloc en moltes ocasions, la suposició que drawing significa esbudellar és fal·laç. Segons Mortimer, drawing (com un mitjà de transport) es pot mencionar després de hanging perquè era una part suplementària de l'execució.

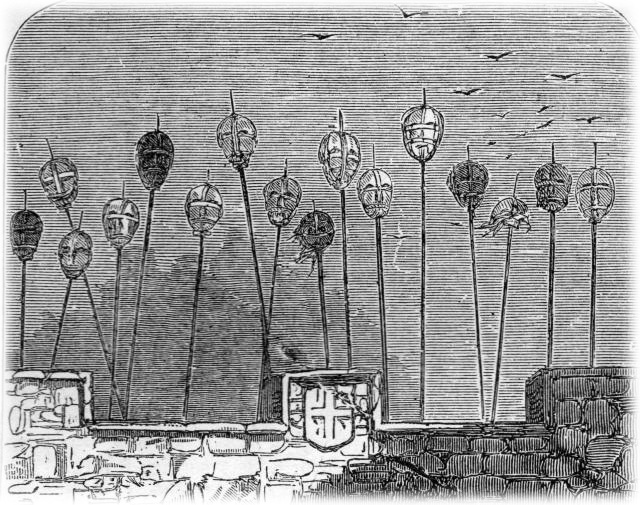
Els caps de criminals executats punxats amb pals havien adornat en alguna ocasió la garita del pont de Londres medieval.

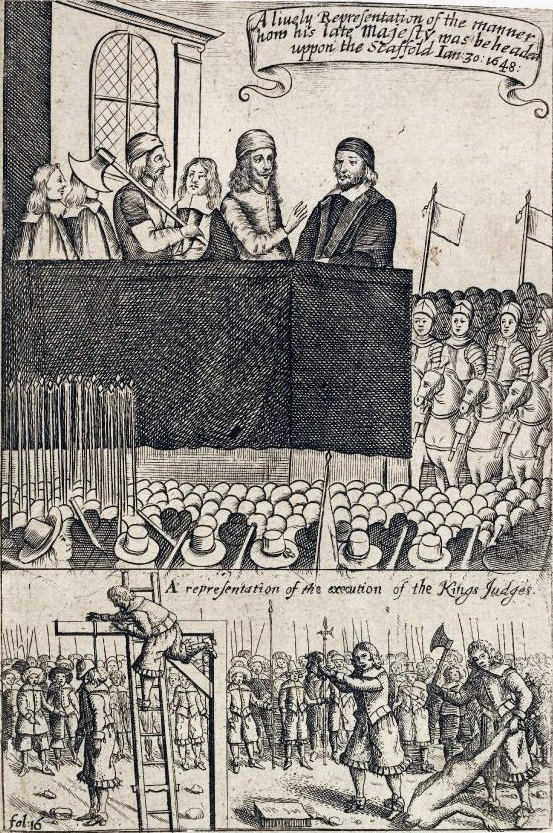
A liuely Representation of the manner how his late Majesty was beheaded uppon the Scaffold Ian 30: 1648 i A representation of the execution of the King's Judges. En el panell superior, Carles I està esperant la seva execució dalt del cadafal (30 de gener de 1648). En el panell inferior, un regicida és penjat i un altre esquarterat, mentre que el cap de l'anterior es mostra a la multitud.

Encara que algunes cròniques indiquen que durant el regnat de Maria I els espectadors eren solament passius, durant el transport el convicte de vegades sofria directament d'aquests: per exemple, William Wallace fou fuetejat, atacat i li tiraren menjar podrit i deixalles, i el capellà Thomas Prichard arribà pràcticament sense vida a la forca l'any 1587. D'altres van ser amonestats per "homes gelosos i devots"; era normal que un predicador seguís el condemnat tot demanant-li que es penedís dels seus actes. Segons Samuel Clarke, el clergue purità William Perkins (1558-1602) una vegada aconseguí convèncer un home jove ja a la forca que havia estat perdonat, permetent-li així morir "amb llàgrimes de joia als seus ulls (...) tal com si es veiés a si mateix sortint de l'infern que abans temia mentre se li obria el paradís per rebre la seva ànima".
Després que el rei hagués llegit la sentència en veu alta i que el públic es distanciés del cadafal on hi havia el convicte, aquest s'adreçava als espectadors. Normalment en aquests parlaments solien admetre ser culpables (tot i que pocs admetien haver comès traïció), però el xèrif i el capellà vigilaven per si fos necessari interpel·lar-lo; per exemple, el 1588, el discurs del sacerdot catòlic William Dean davant del públic va ser considerat tan poc adequat que fou emmordassat gairebé fins al punt de morir asfixiat. De vegades es feien preguntes sobre lleialtat i política al presoner, tal com va succeir, per exemple, amb Edmund Gennings el 1591: el priest hunter Richard Topcliffe li va demanar que "confessés la seva traïció", i quan Gennings va contestar "si dir missa és traïció, confesso haver-ho fet i n'estic orgullós". Topcliffe li va ordenar que callés i va ordenar al botxí que el tirés de l'escala. De vegades el testimoni responsable de l'execució del condemnat també era present: per exemple, un espia del govern, John Munday, va assistir a l'execució l'any 1582 de Thomas Ford. Els sentiments expressats durant aquests discursos solien estar relacionats amb les condicions experimentades durant l'empresonament. Molts sacerdots jesuïtes van patir molt a mans dels qui els havien capturat, però sovint eren els més desafiadors; d'altra banda, els qui havien estat tractats millor solien ser els qui es disculpaven més. Aquest penediment pot ser que sorgís del terror que sentien aquells qui es pensaven que podrien ser eviscerats en comptes de simplement decapitats –el que seria d'esperar– i, en el primer cas, l'acceptació del destí pot ser que provingués de la creença que s'havia comès trencant la llei de manera seriosa, però sense arribar a ser traïció. El bon comportament a la forca també podia ser causat pel desig del convicte que els seus descendents no fossin desheretats.
De vegades, els condemnats eren forçats a mirar com els altres traïdors –de vegades confederats seus– eren executats abans del seu torn. Li ho feren fer, per exemple, al sacerdot James Bell l'any 1584, quan fou obligat a mirar l'execució del seu company John Finch. D'igual manera, Edward James i Francis Edwardes van ser obligats a testimoniar l'execució de Ralph Crockett l'any 1588, en el que fou un intent d'obtenir la seva cooperació i acceptació de la supremacia religiosa de la reina Elisabet abans de ser executats. Normalment, als presoners se'ls estripava la samarreta i se'ls lligaven les mans al davant. Eren penjats durant un curt període, ja fos d'una escala o d'un carro, els quals eren retirats quan el xèrif ho ordenava, tot deixant el convicte suspès a l'aire. L'objectiu era usualment causar-li l'estrangulació i gairebé la mort, tot i que de vegades algunes víctimes morien prematurament: la mort de John Payne el 1582, per exemple, va comptar amb l'ajuda d'un grup de persones que estiraren de les seves cames per accelerar-ne la mort. Altres persones, com ara l'impopular William Hacket (1591), eren morts a l'instant per després ser eviscerats i sovint emasculats.
Arribats a aquest punt, els qui encara estaven conscients pot ser que veiessin les seves entranyes cremant abans que se'ls extragués el cor, fossin decapitats i esquarterats (separats en quatre peces). Hi ha informes que el regicida Thomas Harrison, després de ser penjat durant diversos minuts i haver estat obert amb un tall l'octubre de 1660, va poder moure's i colpejar el seu executor, que ràpidament el va decapitar. Les seves entranyes van ser llançades a una foguera propera. També es té notícia que John Houghton pregava mentre era eviscerat l'any 1535 i que en els seus moments finals va plorar "oh bon Jesús, què faràs amb el meu cor?" Els botxins sovint eren poc experimentats i el procediment no sempre tan suau com es pretenia. L'any 1584 l'executor de Richard Gwyn va treure les seves entranyes peça a peça a través d'un petit forat del seu ventre. Durant la seva execució el gener de 1606 a causa d'haver estat implicat en la conspiració de la pólvora, Guy Fawkes va aconseguir trencar-se el coll saltant des de la forca, tot enganyant el botxí.

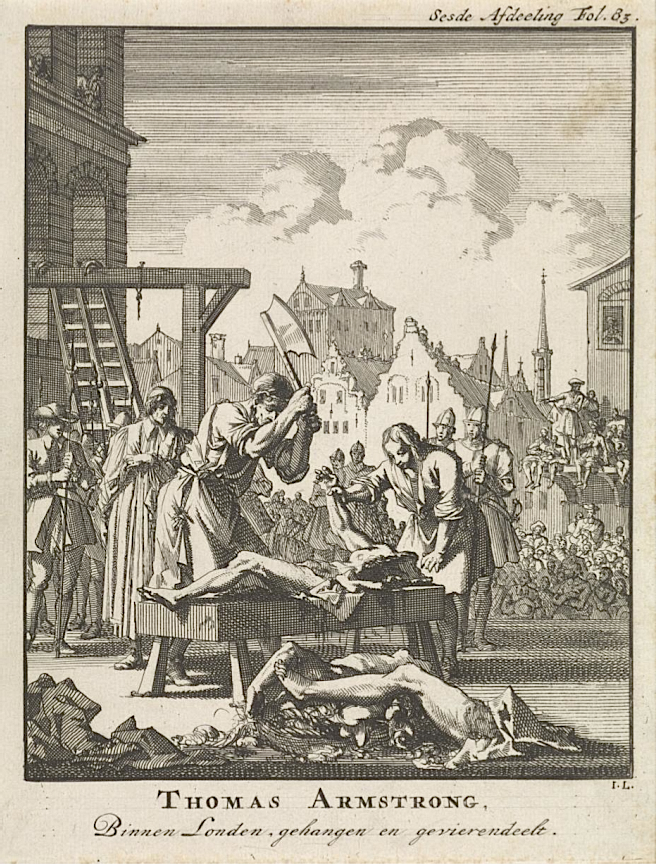
Gravat que mostra l'execució de Sir Thomas Armstrong el 1684

No hi ha cap crònica coneguda en la qual es demostri de manera exacta com s'esquarterava el cos, tot i que la imatge de la dreta –de l'esquarterament de Sir Thomas Armstrong el 1684– mostra el botxí fent talls verticals a la columna i tallant les cames al nivell de la cintura. La distribució de les restes de Dafydd ap Gruffydd fou descrita per Sir Herbert Maxwell: "el braç dret, amb un anell al dit, a York; el braç esquerre a Bristol; la cama dreta i el maluc a Northampton; i la cama esquerra a Hereford. El cap, però, estava envoltat de ferro: haurà de desfer-se per putrefacció i ser col·locat de manera cridanera en una asta per ser la riota de Londres". Després de l'execució l'any 1660 de molts dels regicides involucrats en la mort de Carles I onze anys abans, el cronista John Evelyn remarcà: "no vaig pas veure la seva execució, però sí que vaig veure les seves parts destrossades, tallades i pudents mentre se les enduien de la forca en cistells". Aquestes resten es solien mig coure i després solien ser mostrades com un recordatori horripilant del càstig per alta traïció, normalment en el lloc on el traïdor havia conspirat o trobat suport. Els caps se solien col·locar al pont de Londres, el qual durant segles fou travessat pels viatjants del sud que entraven a la ciutat. Molts cronistes eminents es fixaven en aquest detall. El 1566 Joseph Juste Scaliger va escriure que "a Londres hi havia molts caps al pont […] hi he vist, a dalt de tot d'una espècie de mastelers de vaixells, trossos de cossos de persones". El 1602 el duc de Stettin emfatitzà la natura sinistra de la seva presència quan escrigué "prop del final del pont, a la banda dels suburbis, hi havia penjats els caps de trenta cavallers (gentleman) d'elevat prestigi que havien estat decapitats després de ser acusats de traïció i pràctiques secretes contra la reina". La pràctica d'utilitzar el pont de Londres per aquest fi va cessar després que s'abolís la pràctica del hanging, drawing and quartering; l'últim processat segons aquest mètode va ser William Staley, víctima del complot papista. Les seves parts van ser donades als seus familiars, que ràpidament van organitzar un solemne funeral; això, però, no va agradar gens al jutge, que finalment va ordenar que el cos fos exposat a les portes de la ciutat. El cap de Staley fou, doncs, l'últim a ser col·locat al pont de Londres.

## Història a partir delseglexviii
Una altra víctima del complot papista, Oliver Plunket (arquebisbe d'Armagh), va ser executada pel mètode hanged, drawn and quartered a Tyburn el juliol de 1681. El seu botxí va ser subornat perquè les parts del cos de Plunket no es llancessin a la foguera; el cap actualment es mostra a l'església de Sant Pere de Drogheda. Plunket fou el darrer sacerdot catòlic d'Anglaterra que fou martiritzat, però no l'última persona d'Anglaterra executada segons el mètode anterior. Molts oficials jacobites capturats durant la rebel·lió jacobita de 1745 van ser executats, però en aquells moments el botxí ja decidia a la seva discreció si havien de sofrir molt o poc: sovint, els convictes eren morts abans que els seus cossos fossin eviscerats. L'espia francès François Henri de la Motte va ser penjat el 1781 i fins al cap d'una hora no li van extreure i cremar el cor. L'any següent, David Tyrie fou penjat, decapitat i esquarterat a Portsmouth; el públic –unes 20.000 persones– es va disputar les parts del seu cos, i alguns feren trofeus dels seus membres i dits. El 1803 Edward Despard i els seus sis col·legues conspiradors van ser sentenciats a ser penjats, arrossegats i esquarterats. Abans que fossin penjats i decapitats a Horsemonger Lane Gaol, primer se'ls va posar en trineus lligats a cavalls, i van ser arrossegats al voltant dels camps de la presó en una mena de ritual. A aquesta execució van assistir-hi unes 20.000 persones. Una crònica de l'època descriu l'escena després que Despard fes el seu parlament:
| « | Aquesta crida energètica, però incendiària, va ser seguida per un aplaudiment tan entusiasta que el xèrif va insinuar al clergue que s'aturés i va prohibir que es procedís amb l'execució del coronel Despard. Se li van tapar els ulls amb la caputxa i se li va dir que es corregís el nus que tenia sota l'orella esquerra; llavors, set minuts abans de les nou en punt, es donà el senyal, la plataforma baixà i tots ells van emprendre el viatge cap a l'eternitat. Gràcies a les precaucions preses pel coronel, semblà que patia molt poc, i els altres tampoc va forcejar gaire, excepte Broughton, que havia estat el profà més indecent te tots. Wood, el soldat, va morir d'una manera molt dura. Els botxins van anar-hi per sota i no paraven d'estirar-los pels peus; van rajar molts dolls de sang dels dits de Macnamara i Wood mentre estaven suspesos. Després d'haver estat penjats durant trenta-set minuts, baixaren el cos del coronel i, mitja hora després de les nou –després d'estripar-li la jaqueta i l'armilla– el van estirar sobre serradures, amb el cap recolzat sobre un bloc. En aquest moment un cirurgià intentà tallar-li el cap amb un ganivet de dissecció corrent, però fallà en el seu intent; seguí provant-ho fins que el botxí es veié obligat a prendre el cap entre les mans i retòrcer-lo diverses vegades fins que, no amb poques dificultats, fou separat del cos. El botxí mostrà el cap en alt i exclamà: "contempleu el cap d'EDWARD MARCUS DESPARD, un traïdor!" Els altres condemnats van ser processats d'igual manera, i la cerimònia va concloure a les deu en punt. | » |

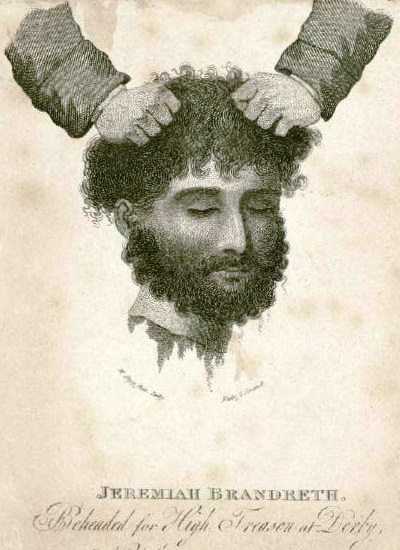
El cap decapitat de Jeremiah Brandreth, un dels darrers homes d'Anglaterra sentenciats a ser penjats, arrossegats i esquarterats

A les cremacions d'Isabella Condon (1779) i Phoebe Harris (1786), els xèrifs presents van inflar les seves despeses; segons l'opinió del Dr. Simon Devereaux, segurament es van desmaiar després de ser forçats a atendre aquest tipus d'espectacle. El destí de Harris va dur William Wilberforce a donar suport a un projecte de llei que pretenia abolir la pràctica, però com que una de les seves propostes era permetre la dissecció anatòmica dels criminals que no fossin assassins la Cambra dels Lords la va rebutjar. La cremació l'any 1789 de Catherine Murphy, una falsificadora, va fer que Sir Benjamin Hammet impugnés la seva sentència al parlament: la va qualificar com una de les "reminiscències salvatges de la política normanda" i, subseqüentment, entre un clima creixent de crispació publica envers la cremació de dones, es va aprovar la Treason Act de 1790, segons la qual els dones culpables de traïció ja no eren cremades sinó penjades. Aquesta llei va anar seguida de la Treason Act de 1814, la qual fou introduïda per Samuel Romilly; aquest, influenciat pel seu amic Jeremy Bentham, sempre argumentà que les lleis de càstig haurien de servir tan sols per reformar els qui tenien un comportament criminal, i que la severitat de les lleis angleses, en comptes de dissuadir els infractors, incrementava el nombre de crims. Quan fou nomenat membre del parlament per Queensborough el 1806, decidí millorar el que descrigué com "el nostre cruel i bàrbar codi penal, escrit amb sang". Va aconseguir revocar la pena de mort per certs furts i vagabunderia, i el 1814 va proposar un canvi en la sentència pels homes culpables de traïció, segons la qual aquests haurien de ser penjats fins a la mort i el seu cadàver s'hauria de posar a la disposició del rei. El problema, però, és que aquest càstig seria menys sever que el que es donava per assassinat, per la qual cosa finalment va acceptar que el cadàver també hauria de ser decapitat. Justament això és el que va succeir a Jeremiah Brandreth, líder d'un contingent de 100 homes que participaren en la rebel·lió de Pentrich i un dels tres homes executats el 1817 a la presó de Derby. Igual que amb Edward Despard i els seus confederats, tots tres van ser arrossegats fins al lloc d'execució en trineus abans de ser penjats durant una hora, i després, segons les ordres del príncep regent Jordi IV foren decapitats amb una destral. El miner al qual fou encarregada aquesta tasca no tenia experiència i, després d'haver fallat els dos primers intents, va completar la feina amb un ganivet. Mentre aixecava el primer dels caps i feia l'anunci corresponent, el públic va reaccionar amb horror i va marxar espaordit. En canvi, el 1820 es veié una reacció diferent quan cinc homes involucrats en la conspiració de Cato Street van ser penjats i decapitats a la presó de Newgate. Tot i que la decapitació va ser duta a terme per un cirurgià, la ira del públic posterior a l'anunci dels botxins va ser prou gran com per forçar-los a resguardar-se darrere els murs de l'edifici. La trama fou l'últim crim real pel qual fou aplicada la sentència.
La reforma de les lleis de càstig capital angleses va continuar al llarg del segle xix, amb polítics com John Russell intentant aconseguir treure els llibres estatutaris molts dels delictes capitals que encara hi romanien. La campanya de Robert Peel per millorar el compliment de la llei va fer que s'abolís la petty treason amb l'Offences against the Person Act 1828, la qual eliminava la distinció entre crims anteriorment considerats com a tals i l'assassinat. La Royal Commission on Capital Punishment 1864-1866 va recomanar que no es fes cap canvi a la llei corresponent a la traïció tot citant la "més compassiva" Treason Felony Act 1848, la qual limitava el càstig pels actes de més traïció a treballs forçats. El seu informe recomanava que per "rebel·lió, assassinat o qualsevol altre tipus de violència (...) som de l'opinió que s'ha d'aplicar el càstig extrem", tot i que l'ocasió més recent que una persona havia estat sentenciada a ser penjada, arrossegada i esquarterada (la qual, finalment, esdevindria la darrera) va ser el novembre de 1839, després de la rebel·lió de Newport –encara que finalment aquests convictes van ser desterrats. L'informe també destacava la visió canviant del públic envers les execucions públiques (provocada en part per la prosperitat creixent creada per la Revolució Industrial). El Home Secretary Spencer Horatio Walpole va explicar a la comissió que les execucions havien esdevingut "tan desmoralitzants que, en comptes de fer un bon efecte, tenien tendència més a brutalitzar la ment pública que no pas a dissuadir la classe criminal de cometre crims". La comissió va recomanar que les execucions es fessin de manera privada, darrere dels murs de les presons i lluny de la vista pública, "sota aquelles normes que siguin necessàries per prevenir l'abús dels presoners i per satisfer el públic assegurant-se que la llei ha estat complerta correctament". Finalment, doncs, la pràctica d'executar criminals en públic va acabar dos anys després amb la Capital Punishment Amendment Act 1868, introduïda pel Home Secretary Gathorne Hardy. Una esmena per abolir la pena capital completament, suggerida abans de la tercera lectura de la proposta, no va prosperar en obtenir 127 vots contra 23.
El hanging, drawing and quartering va esdevenir obsolet a Anglaterra un cop s'aprovà la Forfeiture Act 1870 promoguda pel polític liberal Sir Charles Forster en el seu segon intent des de 1864 per acabar amb la forfeiture (retirada) de les terres i béns dels delinqüents, ajudant així que les seves famílies no caiguessin en la pobresa. Aquesta llei també limitava el càstig per traïció solament a la forca, tot i que no es va abolir el dret del monarca (emparat sota la llei de 1814) de substituir la forca per la decapitació. La pena de mort per traïció fou abolida amb l'aprovació de la Crime and Disorder Act 1998, la qual cosa permeté al Regne Unit ratificar el sisè protocol de la Convenció Europea de Drets Humans el 1999.